# Epitelcell
Epitelceller, en typ av specialiserade celler som bygger upp epitel och olika typer av körtlar. Epitelcellerna bildar ofta sammanhängande skikt ("epitel") som utgör gränsen mellan olika organ och kroppsdelar, och ingår exempelvis i slemhinnor och huden.
Epitelcellerna brukar ha en bestämd form, och utsöndrar specifika ämnen beroende på var de ingår. I körtlar är de celler som tillverkar de substanser som körteln utsöndrar, och i hud och hinnor kan de utsöndra exempelvis slem, talg och svett.